# Дослідний штрек
До́слідний штрек (рос. опытный штрек, англ. test(ing) gallery, нім. Versuchsstrecke f) — пристрій для випробовування ВР. Являє собою трубу з котельної сталі довжиною 10-30 м, діаметром 1,65-2,00 м, відкриту з одного кінця. На початку труби знаходиться ізольована камера, об'ємом 10 м3, яка заповнюється сумішшю (8-10% за об'ємом) метану з повітрям, або сумішшю вугільного пилу з повітрям. При випробовуванні за метаном висаджують заряд ВР масою 0,6 кг, за пилом — 0,7 кг.